# Ryūjō (1931)
Ryūjō (jap. 龍驤 Ryūjō) – japoński lekki lotniskowiec z okresu międzywojennego i II wojny światowej. Został zatopiony przez amerykańskie lotnictwo 24 sierpnia 1942 w bitwie koło wschodnich Salomonów.

## Budowa i opis
Mniejszy typ lotniskowca, zbudowany w ramach programu z 1927 r. Nazwa „Ryūjō” oznaczała „stający dęba smok” (synonim niepokonanego dowódcy). Planowany jako typ gładkopokładowy z jednym pokładem hangarowym. Na żądanie Marynarki zmieniono projekt w trakcie budowy i „Ryūjō” ukończono z dwoma pokładami hangarowymi w celu zwiększenia liczby zabieranych samolotów, co spowodowało podwyższenie sylwetki o ok. 5 metrów i pogorszyło stateczność. Wyposażony w system przeciwprzechyłowy „Sperry”'. Okręt posiadał lekkie opancerzenie burtowe ze stali Ducol o grubości 25 mm. Wyposażony w Stoczni Państwowej Yokosuka. 2 kwietnia 1931 roku okręt zwodowano. Prace wykończeniowe trwały ponad dwa lata i ostatecznie zakończone zostały 9 maja 1933 roku. W czerwcu „Ryūjō” przydzielony został do 2 dywizjonu lotniskowców, który tworzył wraz z lotniskowcem „Akagi„.
Przewidywano, że okręt będzie zabierał 48 samolotów, w tym 42 w linii i 6 rezerwowych, lecz faktycznie liczba samolotów w gotowości operacyjnej nie przekroczyła 38. Jednorazowo mogło startować 12 samolotów; wadą przyjętej konstrukcji była niemożność grzania silników pozostałych samolotów w zamkniętych hangarach. W 1940 roku grupa lotnicza obejmowała 16 myśliwców Mitsubishi A5M4 i 18 bombowców torpedowych Nakajima B5N1 oraz po dwa samoloty w stanie rozłożonym. W maju 1942 roku wymieniono myśliwce na 16 nowocześniejszych Mitsubishi A6M2, oprócz nich było 21 bombowców torpedowych Nakajima B5N1/N2 oraz po jednym samolocie w stanie rozłożonym. Po bitwie o Midway (w której okręt nie brał udziału) zmieniono proporcje na 21 myśliwców A6M2 i 12 bombowców, bez samolotów rezerwowych. Stan taki pozostał do zatopienia okrętu. 

## Służba bojowa
Po raz pierwszy „Ryūjō” użyty został bojowo w sierpniu 1937 roku. Wraz z lotniskowcem „Hōshō” wspierał wojska lądowe podczas walk o Szanghaj. We wrześniu wrócił do Sasebo aby uzupełnić paliwo oraz zapasy. Do grudnia „Ryūjō” operował na Morzu Południowochińskim po czym wrócił do Japonii. Od marca 1938 brał udział w blokadzie wybrzeży Chin. Pod koniec 1939 roku wycofany z aktywnych działań i przesunięty do rezerwy floty. 
15 listopada 1940 roku okręt wrócił do pierwszej linii i został przydzielony do 3 dywizjonu lotniskowców. Tuż przed wybuchem wojny na Dalekim Wschodzie, „Ryūjō” znajdował się w rejonie wysp Palau. 7 grudnia 1941 zaatakował port Davao na Filipinach. 12 grudnia wspierał japońskie lądowanie w rejonie Legaspi. W styczniu 1942 roku osłaniał lądowanie w Holenderskich Indiach Wschodnich. Między innymi, 17 lutego 1942 jego samoloty zatopiły holenderski niszczyciel „Van Nes” (był to pierwszy aliancki okręt zatopiony przez japońskie lotnictwo pokładowe na pełnym morzu, po ataku na Pearl Harbour). 1 marca 1942 samoloty należące do „Ryūjō” brały udział w zatopieniu amerykańskiego niszczyciela „Pope„. W kwietniu 1942 roku wziął udział w rajdzie na Ocean Indyjski. Lotniskowiec „Ryūjō” operując w składzie zespołu adm. Kurity w Zatoce Bengalskiej, oddzielnie od głównych sił japońskich, zatopił 23 statki handlowe o łącznym tonażu 11 200 BRT. Kolejną akcją bojową, w której brał udział, był atak na Aleuty 3 i 4 czerwca 1942, stanowiący dywersję w stosunku do ataku na Midway. Samoloty należące do „Ryūjō” wraz z maszynami z lotniskowca „Jun'yō„ wykonały naloty na Dutch Harbor. W lipcu 1942 roku w wyniku reorganizacji „Ryūjō” otrzymał przydział do 2 dywizjonu lotniskowców, który tworzył wraz z „Jun'yō” i „Hiyō”.

## Zatopienie Ryūjō
W sierpniu 1942 „Ryūjō” działał w ramach 3 Floty, która zaangażowana była w zażarte walki w rejonie Wysp Salomona. Wziął udział w bitwie koło wschodnich Wysp Salomona. 24 sierpnia z pokładu lotniskowca wystartowały dwie grupy samolotów. Celem ataku było lotnisko Henderson Field na wyspie Guadalcanal. W rejonie celu doszło do bitwy powietrznej. Japończycy stracili 2 myśliwce Mitsubishi A6M2 Zero i 3 bombowce pokładowe Nakajima B5N2. Zgłosili natomiast zniszczenie 15 maszyn wroga. Po powrocie samolotów, „Ryūjō” zaatakowany został przez maszyny należące do lotniskowca „USS Saratoga”. Komandor por. Felt dowodzący atakiem podzielił swoje siły na dwie grupy z których pierwsza uderzyła na „Ryūjō”, a druga miała zaatakować ciężki krążownik „Tone”. Doskonale manewrujący lotniskowiec zdołał uniknąć bomb i kmdr por. Felt odwołał uderzenie na krążownik „Tone”, kierując wszystkie siły na „Ryūjō”. Tym razem atak powiódł się i okręt został trafiony przez co najmniej cztery 454 kg bomby i jedną torpedę. Uszkodzenia okazały się dla okrętu śmiertelne. „Ryūjō” zatonął ok. godziny 20.00. zabierając ze sobą 630 japońskich marynarzy.

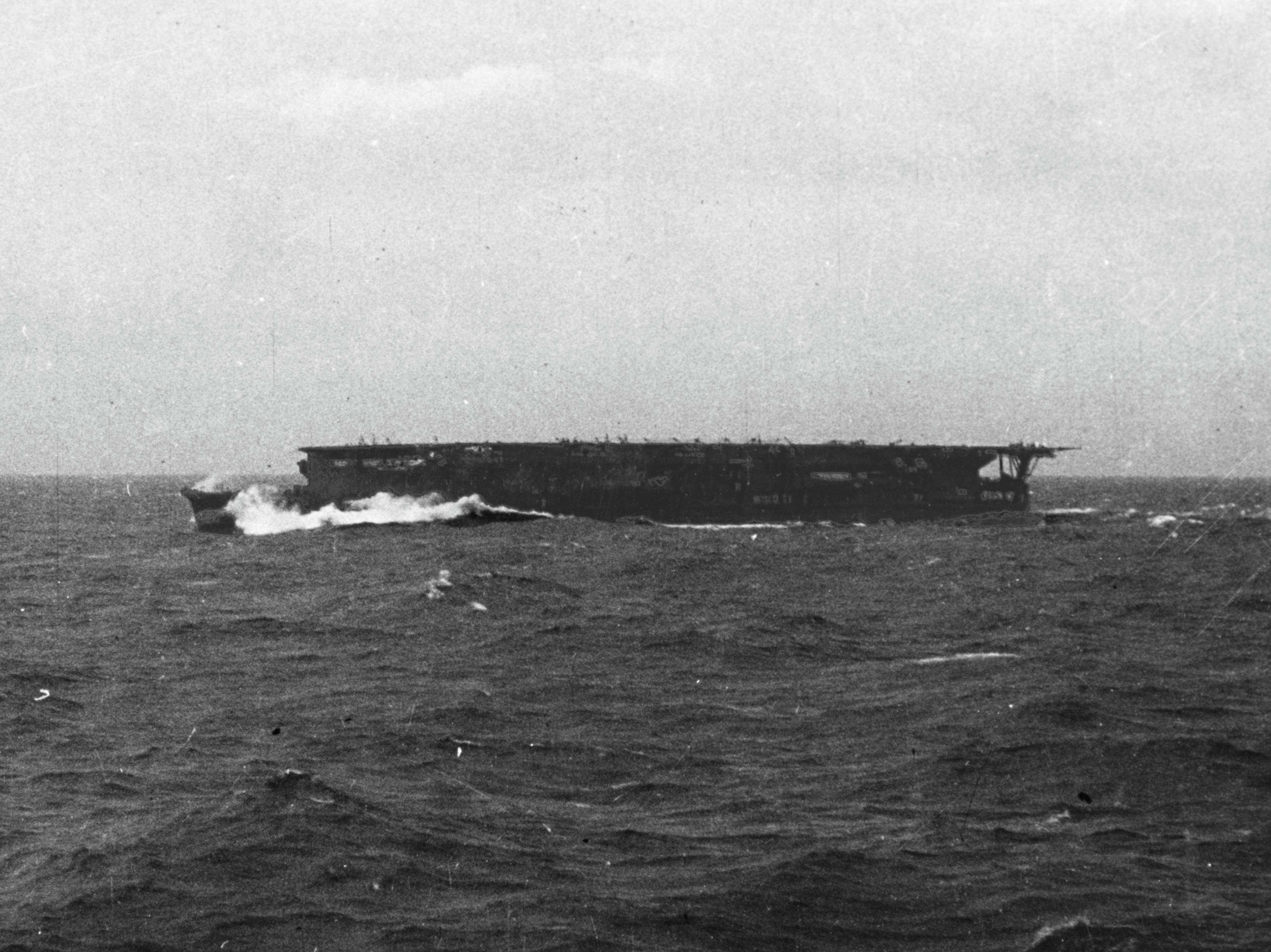
Ryujo